# Moonspinner
Moonspinner is een studioalbum van fluitist John Hakcett. Op het album speelt hij licht klassieke muziek voor fluit. De meeste composities zijn daarbij van hemzelf, maar hij vertolkt ook een van de bekendere stukken uit de klassieke muziek voor dwarsfluit solo: Syrinx van Claude Debussy. Hij probeerde (opnieuw) een brug te bouwen tussen de klassieke muziek en de rock van Hackett zelf en broer Steve Hackett.
Achter de mengtafel zat opnieuw Nick Magnus

## Musici
- John Hackett – dwarsfluit, altfluit en akoestische gitaar
- Andy Gray – akoestische gitaar op Andante

## Muziek
Allen door Hackett, behalve waar aangegeven

| Nr. | Titel                                     | Duur |
| --- | ----------------------------------------- | ---- |
| 1.  | Witchfinder                               | 1:57 |
| 2.  | Appassionata                              | 3:34 |
| 3.  | Red hair                                  | 2:48 |
| 4.  | Overnight snow                            | 2:19 |
| 5.  | Moonspinner                               | 2:42 |
| 6.  | Windhover                                 | 3:27 |
| 7.  | Green shoes                               | 2:17 |
| 8.  | The shepherd wheel                        | 1:08 |
| 9.  | No going back                             | 2:53 |
| 10. | The great including                       | 2:19 |
| 11. | Mermath                                   | 2:45 |
| 12. | Two daughters                             | 2:23 |
| 13. | The prince of Morimont                    | 3:19 |
| 14. | Thoughts turn homeward                    | 4:19 |
| 15. | Andante (BWV1034) (Johann Sebastian Bach) | 3:22 |
| 16. | Syrinx (Claude Debussy)                   | 2:38 |